# 창촌초등학교 (강원)
창촌초등학교는 대한민국 강원특별자치도 홍천군 내면 창촌리에 있는 공립 초등학교이다.

## 학교 연혁
- 1929년 4월 1일 창촌공립보통학교 개교
- 1938년 4월 1일 창촌공립심상소학교로 개칭
- 1941년 4월 1일 창촌공립국민학교로 개칭
- 1948년 9월 20일 자운분교장 설립
- 1952년 12월 24일 원자분교장 설립
- 1963년 11월 22일 소한분교장 설립
- 1994년 3월 1일 경천분교장, 소한분교장, 원자분교장 통합
- 1996년 3월 1일 창촌초등학교로 개칭
- 1999년 3월 1일 운두분교장 편입
- 2006년 9월 1일 김현규 교장 부임
- 2008년 2월 13일 제68회 19명 졸업
- 2009년 2월 11일 제69회 18명 졸업
- 2009년 3월 1일 김회묵 교장 부임
- 2009년 3월 1일 운두분교장 통합
- 2010년 2월 11일 제70회 12명 졸업
- 2015년 3월 1일 제32대 고기숙 교장 부임

## 참고 자료
- 창촌초등학교 - 한국교육학술정보원 학교알리미